# Schacha (Hemau)
Schacha ist ein Ortsteil der Stadt Hemau im Oberpfälzer Landkreis Regensburg. In Schacha sind etwa 65 Einwohner gemeldet (Stand: August 2011). Schacha war bis 1978 Ortsteil von Hohenschambach und wurde zusammen mit diesem Ort nach Hemau eingemeindet.

## Lage
Das Dorf liegt etwa fünf Kilometer östlich von Hemau und etwa 25 Kilometer westlich von Regensburg. Zur Anschlussauffahrt auf die Bundesautobahn 3 im Osten sind es ca. 10 km. Die Ortschaft liegt etwa 500 m über dem Meeresspiegel.

## Baudenkmäler
Als Baudenkmal gilt die Kapelle St. Joseph aus dem 17. Jahrhundert. Auch die Bauernhäuser Schacha 4 und Schacha 12 aus dem 19. Jahrhundert gelten als Baudenkmal.

## Wirtschaft
Es gibt in Schacha ein kleines Gasthaus, mehrere landwirtschaftliche Lohnunternehmen und einen Kachelofenbau-Meisterbetrieb.